# Et nyt Tyvealarmeringsapparat
Et nyt Tyvealarmeringsapparat er en dansk stumfilm fra 1909 produceret af Nordisk Films Kompagni. Filmens instruktør er ukendt.
Filmen er af det Det Danske Filminstitut registreret som "Nordisk neg. nr. 567." Filmen er identisk med filmen registreret under "Nordisk neg. nr. 566" Et nyt Tyverialarmeringsapparat med samme længde.

## Handling
En forretningsmand er glad for sin kognac, men hans kone slæber ham hjem til en stille aften. Samme aften bryder to tyve ind i kontoret, hvor de forgriber sig på kognacen og falder i søvn. Da forretningsmanden ankommer næste morgen, finder han de sovende tyve og ringer til sin hustru, der ankommer med politiet. Da tyvene er anholdt, gør forretningsmanden sin hustru opmærksom på kognacflaskens kvaliteter som tyverialarm.

## Medvirkende
- Franz Skondrup